# FYI (afkorting)
FYI is een Engelse afkorting voor For Your Information (letterlijk: 'ter informatie', Nederlands: t.k.n. = 'ter kennisname').  De afkorting wordt vaak gebruikt in e-mails of memoberichten, gewoonlijk aan het begin van een mededeling. De term wordt informeel gebruikt voor informatie die de ontvanger mogelijk interessant vindt, maar niet direct een (re)actie vereist. Hoewel de afkorting uit het Engels komt, wordt ze in deze betekenis ook in andere talen gebruikt.